# Urospatha angustiloba
Urospatha angustiloba är en kallaväxtart som beskrevs av Adolf Engler. Urospatha angustiloba ingår i släktet Urospatha och familjen kallaväxter. Inga underarter finns listade.